# Bunny Lee

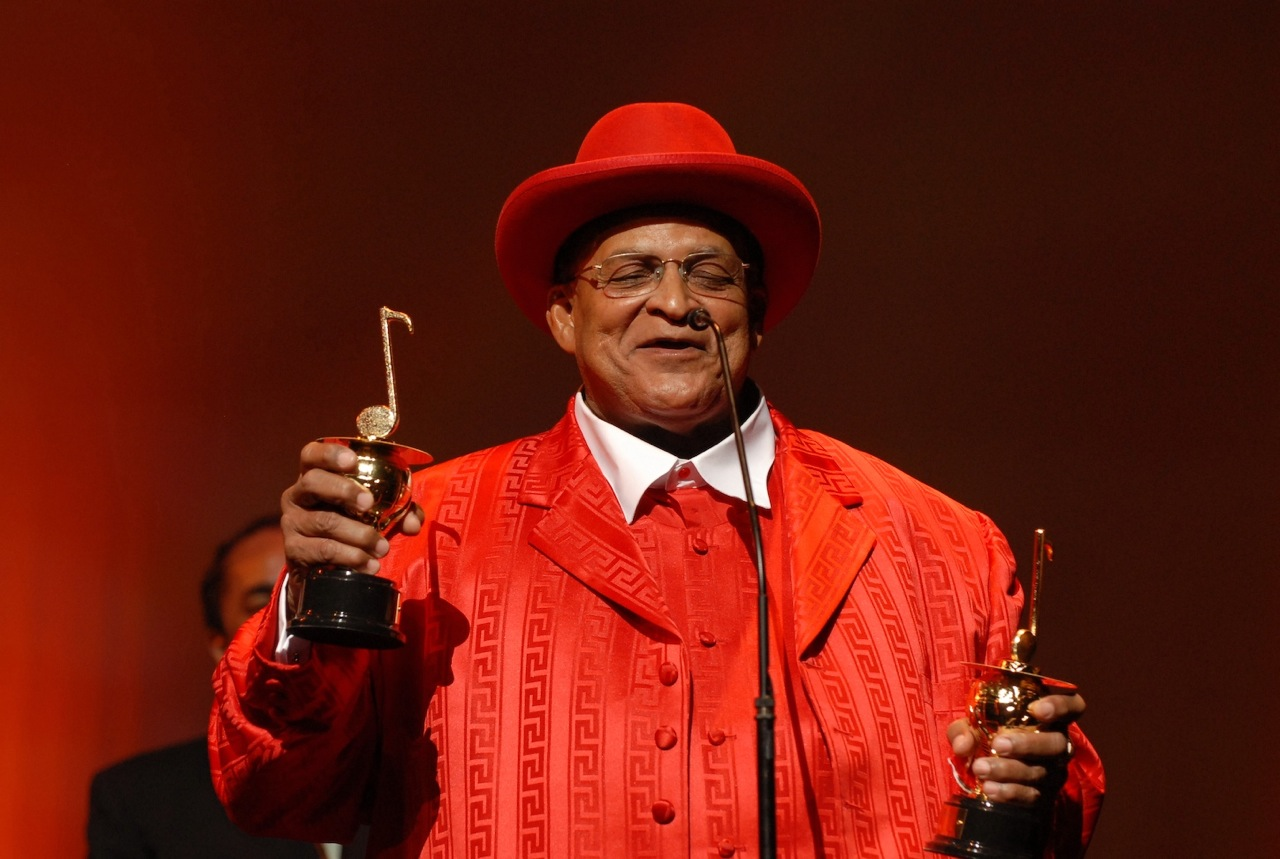
Bunny Lee bei den International Reggae and World Music Awards 2007 im Apollo Theater, New York

Bunny „Striker“ Lee, OD (* 23. August 1941 in Kingston als Edward O’Sullivan Lee; † 6. Oktober 2020 ebenda) war ein einflussreicher und produktiver jamaikanischer Musikproduzent. Er hat maßgeblich zur Entwicklung von Reggae, Dub und Dancehall beigetragen. Lee machte Aufnahmen mit Lee Perry, Bob Marley, den Hippy Boys, Roland Alphonso, Dennis Alcapone, King Tubby, Tommy McCook und Beenie Man. Zu seinen bekanntesten und erfolgreichsten Produktionen gehören Max Romeos Wet Dream, Bangarang von Stranger Cole und Lester Sterling, Better Must Come von Delroy Wilson und Cherry Oh Baby von Eric Donaldson. Sein Markenzeichen war eine Kapitänsmütze.

## Werdegang
Bunny Lee kam im Jubilee Hospital in Kingston zur Welt. Nach seinem Schulabschluss machte er eine Elektrikerausbildung und reparierte NSU Quicklys, bevor er als Verkäufer bei Uni Motors und Kingston Industrial Garage (KIG) anfing. Ab 1962 arbeitete er nebenher als Plattenpromoter (record plugger) für Duke Reids Musiklabel Treasure Isle, Coxsone Dodds Studio One und Leslie Kongs Beverley’s Records. Nachdem er 1967 seinen ersten Hit (Music Field, gesungen von Roy Shirley) veröffentlicht hatte, beendete er seine Tätigkeit bei KIG und machte sich mit seinem Label Striker Lee selbständig. Im Jahr darauf flog er nach London, kontaktierte Chris Blackwell von Island Records und ließ sich statt Geld neue Musikinstrumente für seine Band geben. Bobby Aitken bekam eine Gretsch-Gitarre und Alva „Reggie“ Lewis eine Gibson sowie einen kleinen Höfner-Bass, wie ihn auch die Beatles verwendeten. In London schloss Striker Verträge mit den Musiklabeln Trojan und Pama; letztere veröffentlichten seine Produktionen auf dem eigens geschaffenen Sublabel Unity.
Zusammen mit dem Saxofonisten Lester Sterling von den Skatalites, dem Sänger Stranger Cole und dem Keyboarder Lloyd Charmers nahm Bunny Lee im Treasure Isle Recording Studio die Single Bangarang auf. Das Lied basierte größtenteils auf dem Bongo Chant von Kenny Graham’s Afro-Cubists aus dem Jahr 1955. Die Idee für den Liedtext „Mumma no wan bangarang“ (Patwah für „Mama will keinen Stress“) geht auf Cole zurück. Das Arrangement mit dem neuartigen Rhythmus war eine Idee von Lester Sterling. Die Aufnahme, die gemeinhin als erster Reggae-Song gilt, erschien 1968 auf Unity.
Ein erster Überraschungserfolg für Unity war die sexuell anstößige Single Wet Dream von Max Romeo. Obwohl das Reggae-Stück wegen seines zweideutigen Textes nicht von der BBC im Radio gespielt wurde, kam es im Sommer 1969 in die Top Ten der britischen Hitparade und blieb insgesamt 25 Wochen in den UK-Single-Charts. Somit gehört Wet Dream – neben dem Welthit Israelites von Desmond Dekker & The Aces aus der gleichen Zeit – zu den ersten jamaikanischen Titeln, die auch außerhalb der Karibik erfolgreich waren und den Reggae bekannt machten.
Im Jahr 1970 kam es zur einzigen Aufnahme mit Bob Marley & The Wailers. In dem Diss-Track Mr. Chatterbox machen sich Marley und Lee über die Geschwätzigkeit des Produzenten Niney The Observer lustig. Zu Beginn der Aufnahme ist sogar Bunny Lees Stimme zu hören, die sich auf Patois über die nahende Ankunft von „Mr. Talkative“ amüsiert.
Die 1970er Jahre begannen mit einer Reihe großer Hits. Im Jahr 1971 war er mit seiner Produktion von John Holts Stick By Me am längsten ununterbrochen auf Platz eins der jamaikanischen Charts. Im selben Jahr wurde ihm für den Reggae-Superhit Cherry Oh Baby von Eric Donaldson die erste Goldene Schallplatte Jamaikas verliehen, überreicht durch Tom Dowd vom US-amerikanischen Musiklabel Atlantic Records. Cherry Oh Baby gilt als Jamaikas meistverkaufte Platte (Stand 2024). Sie wurde später von Seeed, UB40 und den Rolling Stones, die ihre Version auf dem Album Black and Blue veröffentlichten, prominent gecovert.
Mit dem Toningenieur und Studiobesitzer King Tubby und seiner Studioband The Aggrovators entstanden ab Mitte der 1970er Jahre eine Reihe von Dub-Alben, die das neue Genre mit definierten.
Im Jahr 1983 produzierte Lee The Invincible Beany Man – The 10 Year Old D.J. Wonder, das Debütalbum des damals erst zehnjährigen Dancehall-Deejays Beenie Man.
Lee starb am 6. Oktober 2020 in seiner Geburtsstadt Kingston im Alter von 79 Jahren an Herzversagen.

## Familie
Bunny Lee fand durch die Beziehung zu Yvonne McCloud ins Musikgeschäft, denn sie war die Schwester des Ska- und Rocksteady-Sängers Derrick Morgan.
Bunnys Bruder Don Tony Lee war ebenfalls im Musikgeschäft aktiv. Sein Titel Regay Time von 1968 gehört neben Do the Reggay von The Maytals zu den ersten Songs, die den neuen Musikstil „Reggae“ im Namen tragen.
Lee war zweimal verheiratet, zuerst mit Marva und dann mit Annette Wong-Lee, und soll rund 35 Kinder gezeugt haben.

## Ehrungen
In den Jahren 1969 bis 1972 wurde Bunny „Striker“ Lee dreimal hintereinander als „Jamaica’s Top Producer“ ausgezeichnet.
Im Oktober 2008 bekam Lee vom Staat Jamaika für seine 40-jährigen Verdienste um die jamaikanische Musik den Order of Distinction im Offiziersrang, einen Ehrenorden, verliehen.

## Produktionen (Auswahl)

### Singles
- 1967: Music Field von Roy Shirley
- 1968: Regay Time von Don T. Lee
- 1968: Watch This Sound von Slim Smith
- 1969: Bangarang von Lester Sterling & Stranger Cole (Pama Records, ECO 15)
- 1969: Wet Dream von Max Romeo (Unity)
- 1969: 1000 Tons of Megaton von Roland Alphonso with The Bunny Lee All Stars (Pama)
- 1970: Mr. Chatterbox von Bob Marley & The Wailers (Gorgon Music)
- 1971: Cherry Oh Baby von Eric Donaldson mit Inner Circle
- 1972: Stick By Me von John Holt

### Alben
- 1971: Better Must Come von Delroy Wilson (Dynamic Sounds)
- 1971: Eric Donaldson von Eric Donaldson (Dynamic Sounds)
- 1974: King of the Track von Dennis Alcapone (Magnet)
- 1975: Dub From the Roots von King Tubby (Total Sounds)
- 1975: King Tubby Presents The Roots of Dub (Total Sounds)
- 1975: Brass Rockers – Bunny Lee & King Tubby Present Tommy McCook and The Aggrovators (Total Sounds)
- 1983: The Invincible Beany Man – The 10 Year Old D.J. Wonder von Beenie Man
- 2015: Bunny Lee’s Kingston Flying Cymbals (Dubbing with the Flying Cymbals Sound 1974–1979) (Jamaican Recordings)

## Filmografie
- 1982: Deep Roots, Dokumentarfilm des britischen TV-Senders Channel 4.[14]
- 2012: I Am the Gorgon: Bunny ‘Striker’ Lee and the Roots of Reggae, Regie: Diggory Kenrick, Dokumentarfilm.